# 사라부리

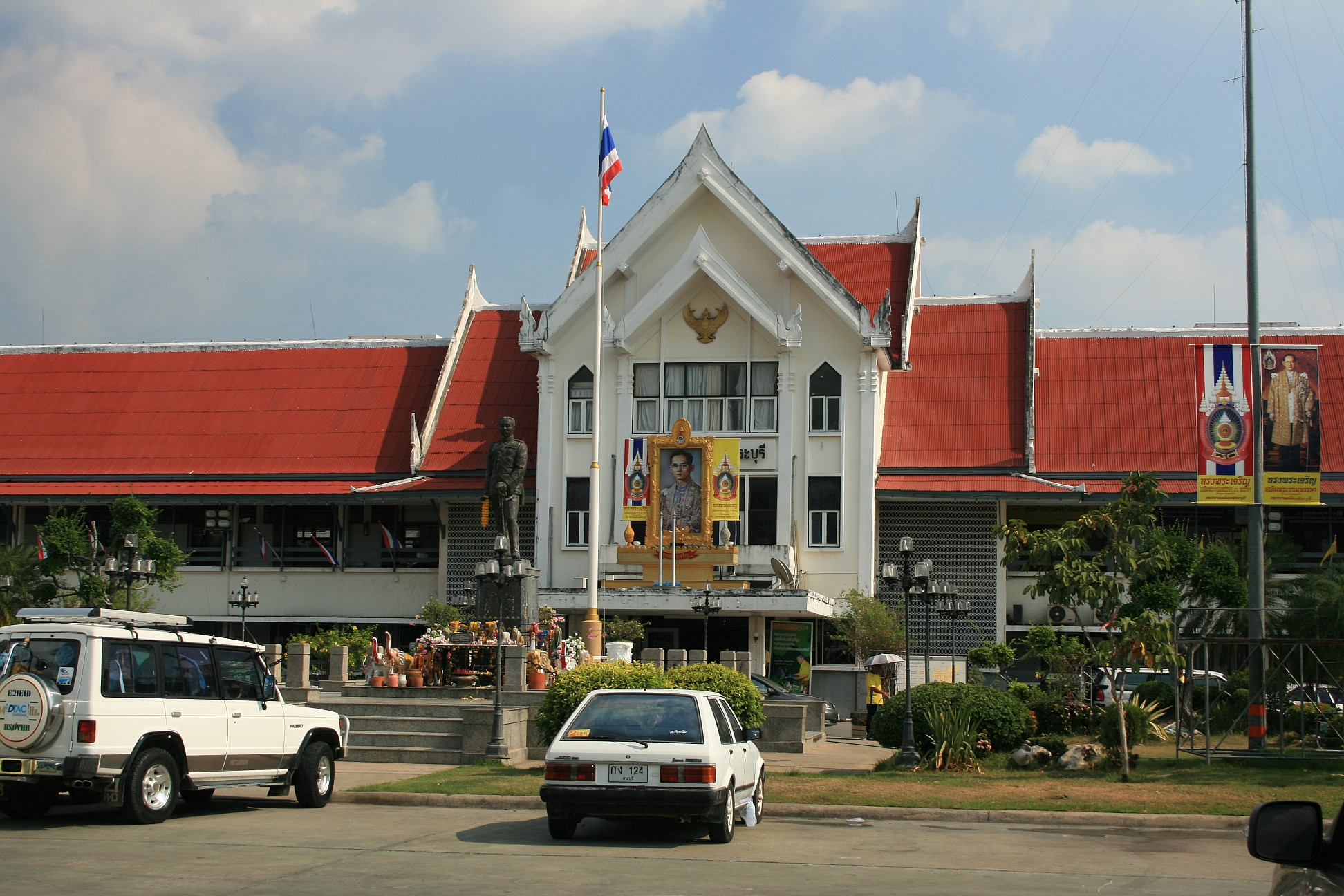

사라부리(Saraburi)는 태국의 읍(테사반 므앙)으로 사라부리 주의 주도이다. 2005년에 인구는 61,900명이었고 므앙사라부리 군에 포함된다.